# Pasangsari
Pasangsari is een bestuurslaag in het regentschap Magelang van de provincie Midden-Java, Indonesië. Pasangsari telt 3771 inwoners (volkstelling 2010).